# غونار غران
غونار غران (بالبوكمول: Gunnar Gran) هو صحفي نرويجي، ولد في 11 يوليو 1931 في أوليسوند في النرويج، وتوفي في 12 يونيو 2016.